# Our Lady of Victory
The Mighty Macs o Our Lady of Victory es una película estrenada en el 2010, dirigida por Tim Chambers. Contó con la actriz Carla Gugino en el papel principal de Cathy Rush, la entrenadora de baloncesto femenino. 

## Argumento
Ambientada en 1972, la película cuenta la verdadera historia de Cathy Rush, de 23 años de edad, ex marimacho. Al borde de renunciar a sí misma, se hace entrenadora titular del equipo de la Universidad de la Inmaculada (Malvern, cerca de West Chester, en Pensilvania). Con la ayuda de las monjas, Cathy tiene coraje y fe para llevar a su equipo a ganar un campeonato nacional de baloncesto femenino. 
Se ve a los siete personajes principales como monjas en una escena de iglesia.

## Reparto
- Carla Gugino - Cathy Rush
- Ellen Burstyn - Mother St. John
- Marley Shelton - Sister Sunday
- David Boreanaz - Ed Rush
- Katie Hayek - Trish Sharkey
- Kim Blair - Lizanne Caufield
- Taylor Steel - Mimi Malone
- Kate Nowlin - Colleen McCann
- Meghan Sabia - Jen Galentino